# 郵船ビルディング
郵船ビルディング（ゆうせんビルディング）は、東京都千代田区丸の内二丁目にある、日本郵船本社が入居する建築物である。この項目では1923年竣工の初代ビルおよび、1978年竣工の2代目ビルの両方について説明する。

## 年表
- 1920年（大正9年）11月 - 初代ビルが着工。
- 1923年（大正12年）5月26日 - 初代ビルが竣工。
- 1923年（大正12年）9月1日 - 初代ビルが関東大震災で一部破損。
- 1945年（昭和20年）9月 - 占領軍が初代ビルを接収し極東空軍尉官宿舎とする。
- 1956年（昭和31年）1月 - 占領軍が接収を解除。
- 1976年（昭和51年）3月 - 初代ビルの取り壊し工事および、2代目ビルの建設工事着工。
- 1978年 (昭和53年）2月 - 2代目ビル竣工。

## 初代

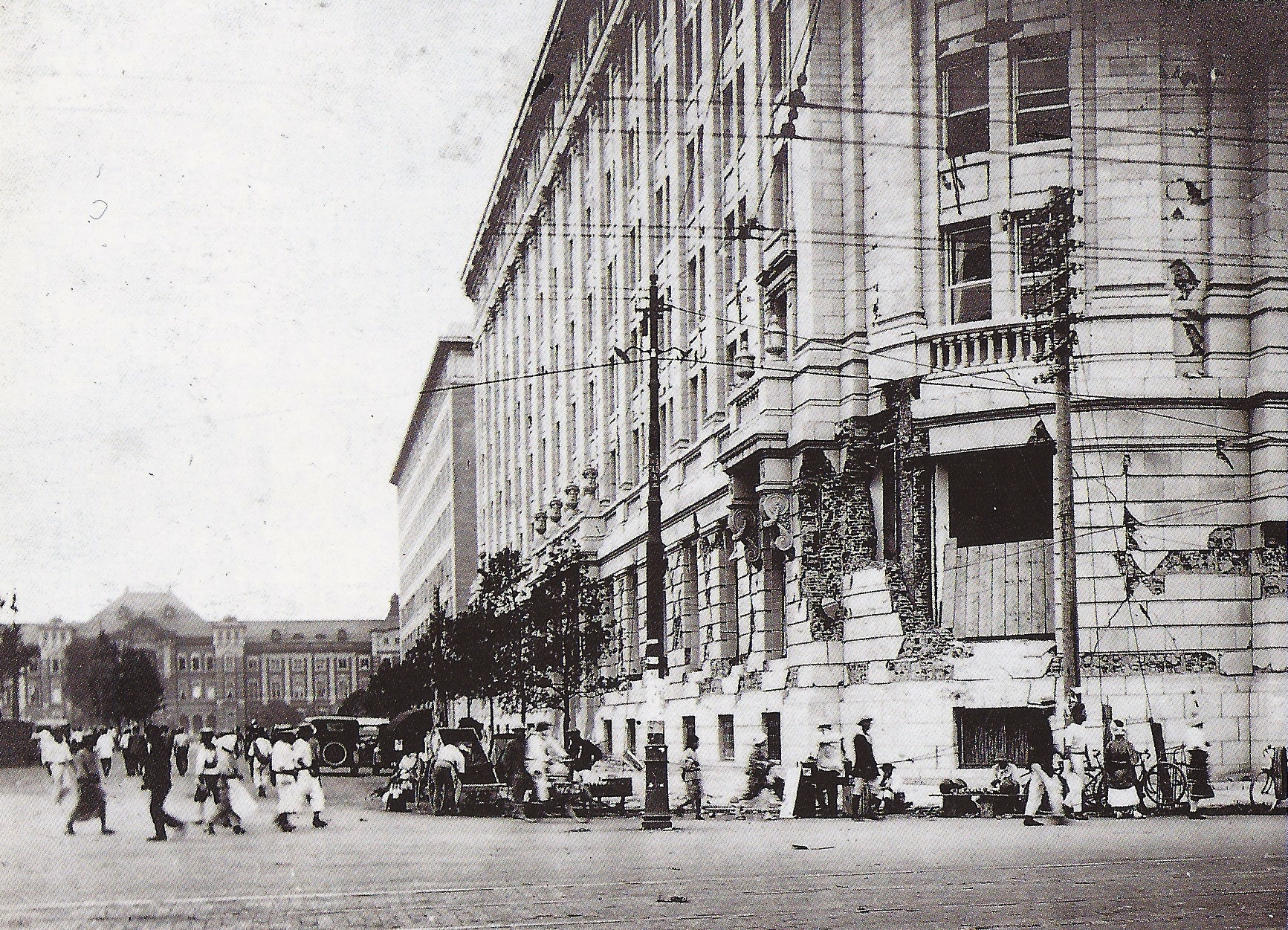
関東大震災で一部破損した郵船ビル

### 歴史（初代）
日本郵船会社により新社屋として計画され、同社は用地として1917年（大正6年）10月、1,410.45坪の敷地を三菱合資会社より賃借しその建設を図った。当時の日本としては規模大なるもので、絵葉書などにもなった。設計は曽禰中條建築事務所によるもの。
パリ講和会議の際、日本政府の代表委員の1人であった、当時の日本郵船社長近藤廉平が航路途中のニューヨークで、1919年（大正8年）2月に米国・フラー社の社長ポール・スターレットと会見した際、郵船ビルの施工をフラー社に依頼し、契約が締結された。その後、米国・フラー社と三菱合資会社との合弁会社であるフラー建築株式会社による施工となる運びとなった。
1920年（大正9年）11月起工され、その間の1922年（大正11年）4月26日にマグニチュード6.8の神奈川県東部地震で被災。この被害については、フラー建築から三菱合資会社地所部に、4692.14円の工事手数料が払い戻された。起工より2年8ヶ月を経て、1923年（大正12年）5月26日に竣工した。この施工の契約は実費清算報酬加算方式（実費精算方式）で、フラー建築の工事手数料は15パーセントであった。
竣工後の1923年（大正12年）9月1日に発生した関東大震災によって、一部の外壁が破損するなどの被害を受けた。
1945年（昭和20年）9月、連合国軍最高司令官総司令部が接収し極東空軍尉官宿舎と成した。1956年（昭和31年）1月の接収解除後はふたたび日本郵船が本社屋としたが、現建物への建替えのため1976年（昭和51年）3月取り壊された。

## 2代目

### 歴史（2代目）
日本郵船の新たな本社屋として1978年 (昭和53年）2月に竣工した。建設の際には、1975年（昭和50年）6月に日本郵船と三菱地所がそれぞれ50パーセントずつの出資で新会社、和田倉建物株式会社を設立し、同新会社に建築主を引き受けさせるという手法がとられた（竣工後の1979年9月、三菱地所が保有する同新会社の全株式は日本郵船に譲渡）。建替え期間中、日本郵船及び郵船ビルのテナントは暫定的に三田国際ビルに移転した。1979年（昭和54年）9月、敷地が三菱地所から日本郵船に売却された。
東京中央郵便局建て替えのため、ゆうちょ銀行本店が2012年7月まで暫定的に入居していた。
屋上にはTBSテレビが「皇居前（お天気）カメラ」の名称で情報カメラ（お天気カメラ）を常設しており、情報番組等で皇居前広場越しの都心の風景を中継放送している。また、場合によっては国会議事堂やその奥にあるTBS放送センターにカメラが向く場合もある。

### 建て替えへ
2023年7月11日、日本郵船は郵船ビルディングの建て替えを発表した。2030年代前半の竣工を目指しており、建て替え期間中は神奈川県横浜市中区に三菱地所、鹿島建設と共同で設立した特定目的会社を通じて建設する「横浜タワー棟」（2026年竣工予定）に本社機能を移すとしている。